# Juliana Tüte
Juliana Tüte OSB (* als Elisabeth Tüte 1897 in Sendenhorst, Deutschland; † 1979) war eine deutsche Benediktinerin und erste Äbtissin der Abtei Varensell.

## Leben
Tüte begann 1918 das Noviziat im Priorat Varensell, wo sie den Ordensnamen Juliana annahm, 1919 die einfache Profess ablegte und zur Subpriorin und Novizenmeisterin ernannt wurde. Nach dem Tod der regierenden Priorin Hedwig Lenders 1935 wählte der Konvent Tüte zur Nachfolgerin. Bereits zu Beginn ihres Amtes hatte Tüte gegen die Kirchenfeindlichkeit und die politischen Umwälzungen des Nationalsozialismus zu kämpfen, da ihr Kloster vom Klostersturm des nationalsozialistischen Regimes bedroht war. 1940 musste Tüte die Werkstatt zur Herstellung von Paramenten auf die Produktion von Wehrmachtsbekleidung umstellen und zahlreiche Ordensschwestern aus aufgehobenen oder zerbombten Konventen aufnehmen, dazu Flüchtlinge aus dem Ruhrgebiet im Kloster unterbringen.
Mit der von Juliana Tüte initiierten Trennung der Ordensgemeinschaft von Varensell vom Ordenszweig der Benediktinerinnen von der Ewigen Anbetung setzte sie den ersten Schritt zur Erhebung ihr Kloster in den Rang einer Abtei, die am 15. Dezember 1948 erfolgte. Dabei wurde Tüte zur ersten Äbtissin gewählt. Die Äbtissinnenbenediktion  spendete der Erzbischof von Paderborn, Lorenz Jaeger, am 6. Juni 1949. Ihr Wahlspruch „Obviam Christo Domino – Christus dem Herrn entgegen“ ist Mt 25,6 entnommen und zugleich der Wahlspruch der neugegründeten Abtei, die unter Tüte eine Phase der personellen und wirtschaftlichen Blüte erlebte. Der rasch wachsende Konvent erreichte 1963 mit 85 Mitgliedern den personalen Höchststand, sodass in den 1960er Jahren neue Klostergebäude errichtet, nachdem bereits von 1954 bis 1956 eine größere Pfarr- und Klosterkirche gebaut worden war.
Juliana Tüte resignierte 1972 aus Altersgründen und starb 1979. Ihre Schwester Bernarda Tüte (1894–1978) war ebenfalls Benediktinerin in Varensell und unterstützte sie fast 50 Jahre als Cellerarin.